# Grups de Resistència Antifeixista Primer d'Octubre
Els Grups de Resistència Antifeixista Primer d'Octubre (GRAPO) (en castellà: Grupos de Resistencia Antifascista Primero de Octubre, GRAPO) són una organització armada espanyola clandestina, antifeixista i revolucionària, fundada el 1975 a partir del Congrés Reconstitutiu del Partit Comunista d'Espanya (reconstituït) (PCE-r), amb l'objectiu de derrocar el règim franquista i expulsar l'exèrcit americà de l'Estat espanyol per tal d'establir un govern socialista. Tot i que ideològicament es defineix com a marxista-leninista, en les seves files han militat comunistes, independentistes, anarquistes i antifeixistes. Segons la legalitat vigent, l'estat espanyol i les institucions europees, els GRAPO són considerats com una organització terrorista.
Des del 1975, els GRAPO han realitzat més de 1.000 accions armades, en el transcurs de les quals han mort 84 persones (57 oficials de policia, 20 civils i 7 militars). L'any més actiu va ser 1979, en què van morir 21 persones. Vint-i-un militants de l'organització han mort assassinats, caiguts en combat, per tortures o per desatenció a les presons. Tot i que les Forces de Seguretat de l'Estat espanyol n'han proclamat la desarticulació diverses vegades, l'organització continua amb la lluita armada fins a l'actualitat, encara que amb una intensitat mínima.

## Història
Els GRAPO es van formar a partir del Congrés Reconstitutiu del Partit Comunista d'Espanya (reconstituït) (PCE-r), el juny del 1975, amb l'objectiu de derrocar el règim franquista i expulsar l'exèrcit americà de l'Estat espanyol per tal d'establir un govern socialista. El seu primer comunicat oficial es va publicar el 18 de juliol del 1976 a Gaceta Roja, òrgan del PCE(r). Es va estimar que l'organització disposava d'uns cinquanta membres.

### Accions armades
- La primera acció armada reivindicada pels GRAPO es va executar el 2 d'agost del 1975, en el canòdrom de Madrid, quan els militants Enrique Cerdán Calixto, Abelardo Collazo Araújo i José Luis González Zazo ataquen dos agents de la Guàrdia Civil, matant-ne un i deixant-ne l'altre ferit de gravetat. El 29 de setembre porten a terme una altra acció armada, aquesta vegada a Barcelona, en la qual maten un agent de la Policia Armada espanyola. L'1 d'octubre del mateix any, els GRAPO maten quatre agents de la Policia Armada a Madrid, en represàlia pels afusellaments de tres membres del FRAP i dos militants d'ETA, el 27 de setembre del 1975. Aquesta acció donaria el seu nom a l'organització. Posteriorment tindrien lloc, en diverses ciutats de l'Estat, una sèrie d'explosions simultànies en un gran nombre d'edificis públics, monuments i altres objectius. El govern espanyol no tardà a donar mostres de debilitat. El 26 de novembre del 1975, després de la mort del dictador Franco, es veu forçat a promulgar un indult limitat. Surten de la presó 235 presos polítics, que representen menys d'un 10% dels antifeixistes empresonats. Mentre el govern preparava la seva campanya de referèndum per inaugurar la Reforma política del règim, els GRAPO executarien un dels seus operatius armats més ambiciosos: el segrest d'Oriol i Villaescusa, denominat en clau "Operació Cromo", que faria trontollar el procés de reforma. Era el primer segrest múltiple i enfilat contra dues de les personalitats més assenyalades del règimen feixista: Oriol Urquijo, president del Consell d'Estat (segrestat el 1976), i Emilio Villaescusa Quilis, president del Consell Suprem de Justícia Militar (segrestat el 1977). A canvi del seu alliberament, els GRAPO exigien l'amnistia de 15 presos polítics de diferents organitzacions antifeixistes, alguns dels quals havien estat condemnats a mort pel règim. L'objectiu de l'acció era expressar la seva voluntat unitària en la lluita per l'amnistia en contra de l'enemic comú, acumular forces i trencar el sectarisme imperant entre les diferents forces antifeixistes. Només un dels presos la llibertat dels quals exigien era membre de la seva pròpia organització. El segrest d'Oriol i Villaescusa, que finalitzaria l'11 de febrer del 1977, després que la policia alliberés els ostatges, i la mort de tres policies a mans del GRAPO quatre dies després,[3] en resposta a l'assassinat de cinc advocats laboralistes per un grup feixista, representen un salt qualitatiu de l'organització vers una estratègia de lluita de caràcter provocatiu.

- El 8 de gener del 1979, els GRAPO maten el president de la Sala VI del Tribunal Suprem de l'Estat espanyol, Miguel Cruz Cuenca. El 26 de maig del mateix any, la Guàrdia Civil acaba amb la vida, en un enfrontament en un control de carreteres a Terol, dels militants dels GRAPO Raúl Calero i María del Carmen López Sánchez. Poc després, els dies 28 i 29 de juny, són morts en un suburbi de París els militants Francisco Martín Izaguirre i Aurello Fernández Cario. D'altra banda, després que el Ministeri de l'Interior espanyol oferís recompenses a qui facilités la captura d'onze guerrillers dels GRAPO, considerats els més importants, un d'ells, Pedro Tabanera López, resulta mort el 15 d'agost del 1979 en un enfrontament amb la policia a l'estació madrilenya de ferrocarril de El Escorial.

- El 17 de juny del 1980, a Barcelona, la policia mata a trets el guerriller gallec dels GRAPO Francisco Roberto Liñeira Oliveira.[4] El 29 d'agost del mateix any, al barri madrileny de Cuatro Caminos, la policia mata Abelardo Collazo Araújo, un dels principals dirigents de l'organització des de la seva creació, i deixa greument ferit José Luis Fernández, el militant que l'acompanyava.

- El 14 de gener del 1981 es mor a València, a conseqüència de les tortures infligides per la policia política espanyola, la militant dels GRAPO Josefina Jiménez Zamora. El 14 de març, els presos polítics dels GRAPO comencen una vaga de fam contra el règim d'extermini imposat a la presó d'Herrera de la Mancha. És iniciada per Juan José Crespo Galende i el segueixen de manera escalonada més presos d'Herrera i d'altres presons. El 19 de juny, després de 97 dies en vaga de fam, Crespo Galende es mor i es converteix, així, en el primer pres polític mort en vaga de fam a l'Estat espanyol.[5] El 17 de juny del mateix any, la Guàrdia Civil acaba amb la vida de quatre militants més en dos tirotejos que tenen lloc en les proximitats del municipi de Les Llosses (Ripollès), quan tractaven de fugir a França. Eren Albino Gabriel López, María Dolores Castro Saa, Francisco Roberto Liñeira i Antonio Cabeza Deya. El 5 de setembre del mateix any, un batalló de policies mata a Barcelona el dirigent dels GRAPO Enrique Cerdán Calixto.

- El 1982, els GRAPO declaren un alto el foc i el 1983 entren en negociacions amb el Ministeri de l'Interior espanyol. A mitjan gener del 1985, la policia dona per desarticulada l'organització. Però el 1987 es reorganitzen amb un nou comando itinerant i uns mesos més tard, el 1988, maten l'empresari gallec Claudio San Martín, llavors president de Caixa Galicia.[6]

- El 21 d'agost del 1989, dos militants dels GRAPO presos a Almeria inicien una vaga de fam contra l'aïllament que estaven patint i exigeixen unes condicions de reclusió dignes i el cessament de vexacions i provocacions per part dels carcerers. Al novembre, el Ministeri de Justícia decideix la dispersió dels presos de l'organització i el dia 30 els presos responen a la maniobra amb una altra vaga de fam, exigint el seu reagrupament en una mateixa presó. Un mes després, són seixanta els presos en vaga de fam per la seva reunificació. Com va passar en la vaga anterior, de nou el Fiscal General de l'Estat, Javier Moscoso, amenaça amb l'alimentació forçosa, i el 27 de març del 1990, els GRAPO maten José Ramón Muñoz Fernández, el metge que havia forçat l'alimentació de diversos presos polítics de l'organització en vaga de fam. José Manuel Sevillano Martín mor en 15 de maig de 1990,[5] i la Fracció de l'Exèrcit Roig va posar el seu nom a un escamot com homenatge.[7]

- El desembre de 1989 atempten a Madrid contra el comandant Ramón Santeodoro Vicente, que és ferit de gravetat[8] al coronel de l'exèrcit Juan Marco Arnau a València, ferit, i contra el policia Juan José Sucino Ibáñez al Prat de Llobregat, que mor en l'acció.[9]

- El setembre de 1990 els GRAPO van atacar el Complex Petroquímic de Tarragona, van explosionar un artefacte a la seu a Barcelona del PSC i al novembre del mateix any van atemptar contra la Direcció General d'Urbanisme de la Generalitat i la delegació d'Hisenda. Cap d'aquestes accions va causar víctimes. Dies després, dos artefactes van provocar dos incendis a un oleoducte de Campsa i un gasoducte de Catalana de Gas a Sant Vicenç dels Horts i el Papiol.[10]

- El 1995, els GRAPO segresten a Saragossa l'empresari Publio Cordón. Tot i que l'organització sempre ha afirmat que el va alliberar a canvi del pagament d'un rescat de 400 milions de pessetes, mai no se'n va tornar a saber res[11] fins que en juliol de 2012 es va confirmar que va morir quinze dies després del segrest quan intentava fugir de la casa de Lió on era retingut.[12]

- El 1996, els GRAPO i el govern de José María Aznar entaulen negociacions. Aquestes negociacions, però, no donen fruits, i el 1999 els GRAPO assalten una sucursal bancària a Valladolid i col·loquen una bomba en una seu del PSOE a Madrid.

- El 2000, en un intent d'atracament a un furgó blindat a Vigo, maten dos vigilants de seguretat i en fereixen greument un altre. Aquell mateix any la direcció de l'organització pateix un dur colp a mans de la policia, que deté a París set dels seus dirigents. El 17 de novembre, l'organització mata un agent de policia al barri de Carabanchel de Madrid. A més a més, es col·loquen diverses bombes contra empreses i edificis de l'estat. El 2002 són detinguts 14 militants (vuit a França i sis a l'Estat espanyol). El 2003 es produeix l'atracament a una sucursal bancària a Alcorcón i són arrestats divuit membres de l'organització.

- En virtut de la Llei de Partits espanyola del 2002, els tribunals van suspendre l'activitat del Partit Comunista d'Espanya (reconstituït) l'abril del 2003, en considerar que aquest constituïa, juntament amb els GRAPO, una sola estructura terrorista.[13]

- L'última acció reivindicada pels GRAPO fins a l'actualitat es va executar el 6 de febrer del 2006, a Saragossa, quan van matar l'empresària Ana Isabel Herrero Izquierdo i van deixar greument ferit el seu soci, Francisco Colell Farré, responsables d'una empresa de treball temporal, als qui van acusar, en un comunicat posterior, d'explotació laboral i de resistència al pagament de l'impost revolucionari. Israel Clemente i Xurxo García van reconèixer davant el tribunal de la Audiencia Nacional, que varen assassinar l'empresària Ana Isabel Herrero, afegint "es van convertir en un objectiu militar per negar-se a pagar l'impost revolucionari i el seu paper explotador".[14] El 26 de febrer la policia va detenir Israel Torralba com a presumpte autor de l'acció, i va ser portat davant la jutjesa de l'Audiencia Nacional Ángela Murillo. Se li atribueixen les accions armades que l'organització va portar a terme 10 de juliol de 2000 aquest membre va col·locar un artefacte explosiu als lavabos de l'empresa Laborman, a l'avinguda Burgos de Madrid.[15] El 9 de juny, a Reus, cauen tres militants més dels GRAPO, entre els quals el qui la policia considera el màxim dirigent de l'organització en aquell moment, Juan García Martín. El 12 de juny, la policia anuncia el descobriment d'un arsenal dels GRAPO en un bosc d'Arenys de Munt (Maresme).[16] El 4 de juliol, dos militants de l'organització assalten una sucursal de Caixa Galicia a Santiago de Compostel·la i s'emporten una quantitat de 20.000 euros.

- Al juny del 2007, la policia espanyola torna a donar per desarticulada l'organització després d'escorcollar dos pisos francs a Barcelona.[17] L'11 de maig del 2009, la policia francesa troba un altre arsenal de l'organització, aquesta vegada prop de París.

## Militants històrics
- Enrike Cuadra Etxeandia: Actiu en les lluites sindicals des dels anys seixanta. El 1979 es va integrar en la Comissió d'Organització del Comitè Central del PCE(r). Al novembre del 1980 va ser detingut per primera vegada a Barcelona i torturat brutalment per la policia. El 1985 surt de la presó i el 1986 s'exilia a París, on és novament detingut, torturat i condemnat a dos anys. Al principi dels anys noranta es va presentar com a voluntari als GRAPO. El 1998 va ser condemnat a 28 anys de presó i actualment viu a la presó de Sevilla II.

- Francisco Brotons Beneyto: Va ingressar en els GRAPO el 1976. Va assumir la màxima responsabilitat en l'organització al gener del 1977. El mateix any va ser detingut a Benidorm, però va aconseguir fugir dos anys després. El 1980 tornaria a ser detingut. Va passar 25 anys a la presó i va ser víctima de tortures. Va desenvolupar diverses vagues de fam. El 1996 va participar en les converses amb el govern d'Aznar. És autor del llibre Memoria antifascista: Recuerdos en medio del camino.

- Fernando Hierro Chomón: Va ser detingut per primera vegada a Vigo a l'agost del 1977, durant una revolta obrera. Un any després es va fugar de la presó de Zamora. Detingut de nou el 1980, va passar 20 anys a la presó. El 1996 va participar en les converses amb el govern d'Aznar. El 2002 va ser detingut novament durant el seu exili a París i no va ser posat en llibertat fins al 2008. Va ser víctima de tortures brutals. Va portar a terme 18 vagues de fam per la dignitat dels presos polítics, una d'elles de 435 dies de durada, que el va deixar al límit de la mort.

- Josefina García Aramburu: Va ser detinguda el 1979 per formar part del Comitè Central del PCE(r) a Madrid i alliberada el 1981. Posteriorment va ser considerada integrant del comando central dels GRAPO. Va ser detinguda de nou el 1983, juntament amb el seu marit, i va ser a la presó fins a l'any 2000. El 2001 va tornar a la clandestinitat i es va integrar de nou en el Comitè Central del PCE(r). El 2002 va ser detinguda per la policia francesa durant el seu exili a París. Jutjada i condemnada a l'Estat francès, va ser extradida a l'Estat espanyol el 2006 i va ser a la presó fins al febrer del 2008.

- José María Sánchez Casas: Dirigent i membre fundador de l'organització. Intel·lectual compromès, es va dedicar a la direcció teatral, a la literatura i a la pintura. Va participar en 18 vagues de fam, una d'elles de 435 dies de durada, entre el 1989 i el 1991. Va passar 18 anys enmpresonat, recorrent fins a 15 presons diferents a causa de la política de dispersió. Va ser excarcerat al juliol del 1997. Moriria el 2001, mentre esperava un trasplantament de cor.

- Laureano Ortega Ortega, considerat el cap de l'organització i integrant del comando Josefa Jiménez, va ser detingut el 1992 per la Guàrdia Civil a Santander, sent condemnat per l'Audiència Nacional pertinença a banda armada, per haver col·locat dues bombes a la via fèrria Madrid -Badajoz, pel robatori el 1991 de les armes de dos vigilants jurats a Saragossa, per robar més de 122 milions de pessetes en una entitat bancària després de segrestar a l'apoderat de la mateixa, per atemptar el 1990 contra unes instal·lacions petrolieres de Repsol a Tarragona i planejar el segrest d'un empresari madrileny, i per l'assassinat de l'empresari Claudio San Martín, qui s'havia negat a pagar l'impost revolucionari al maig de 1988.[18]